# Католицизм в Мьянме

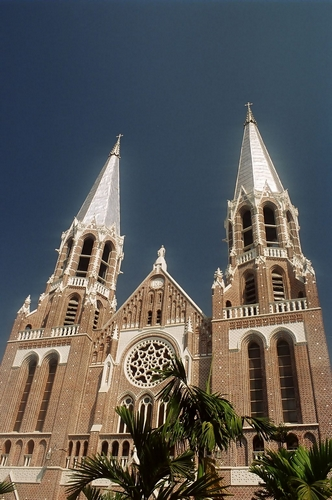
Собор Непорочного Зачатия Пресвятой Девы Марии, Янгон, Мьянма

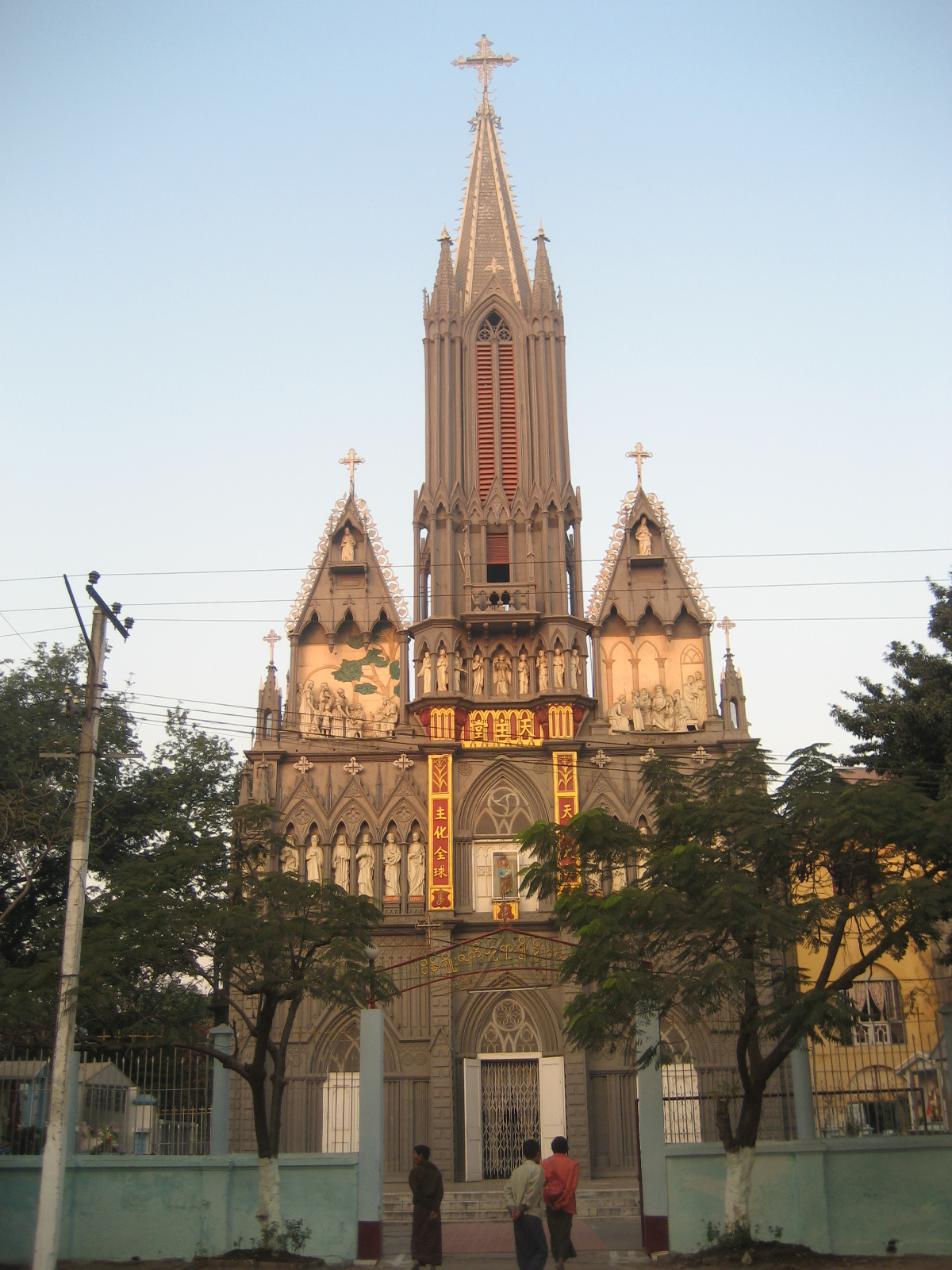
Собор святого Иосифа, Мандалай, Мьянма

Католицизм в Мьянме или Католическая церковь в Мьянме является частью всемирной Католической церкви. Численность католиков в Мьянме составляет около 550 000 человек (1 % от общей численности населения).

## История
Первые католические миссионеры из монашеских орденов францисканцев и доминиканцев появились в Бирме в начале XVI века. Монахи вели проповедническую деятельность в основном среди европейских торговцев, живших в портах Бирмы. В середине XVI века в Бирму прибыли иезуиты. В 1699 году Святой Престол учредил апостольский викариат Сиама, Авы и Пегу, в который входила территория сегодняшней Мьянмы.
В первые полтора века пребывания Католической церкви в Бирме её деятельность была значительно ограничена местными законами. Относительную свободу Католическая церковь получила после того, как в 1722 году Римский папа Иннокентий XIII послал в Бирму двух священников из монашеского ордена варнавитов, которые смогли получить разрешение свободно проповедовать католицизм. В 1741 году Римский папа Бенедикт XV поручил варнавитам миссию в Бирме. Самым известным миссионером из монашеского ордена варнавитов, работавшим в Бирме с 1783 по 1803 года, стал Викентий Сангермано, который опубликовал своё сочинение A Description of the Burmese Empire ("Записки о бирманской империи").
В 1830 году варнавиты отказались от руководства миссией в Бирме и Римский папа Григорий XVI поручил миссию итальянским монахам-облатам, назначив священника Джованни Черетти первым епископом апостольского викариата Сиама.
26 июня 1870 года Святой Престол создал на территории сегодняшней Мьянмы три новых апостольских викариата Северной Бирмы с центром в городе Мандалай, Южной Бирмы с центром в городе Тауннгу и Восточной Бирмы с центром в городе Рангуне. В 1955 году апостольские викариаты Северной и Восточной Бирмы были преобразованы в архиепархии. В 1948 году в Бирме действовал ряд католических благотворительных учреждений, в том числе лепрозорий в Рангуне и приют епископа П. А. Биганде для неизлечимо больных.
XX век характеризуется резким возрастанием числа католиков в Бирме. Если в конце XIX века в Бирме проживало 65 тысяч католиков, то к концу XX века их численность увеличилась до 550 тысяч. После получения независимости в Бирме началась гражданская война, в ходе которой были жертвы и среди католиков. Например, в мае 1950 года в районе реки Салуин были убиты двое католических священников.
Сегодня большинство католиков в Мьянме являются национальными меньшинствами, принадлежащих к китайцам и различным индийским народам.
4 января 2015 года папа римский Франциск объявил о возведении в сан кардинала первого бирманского католического священника — архиепископа Янгона Чарльза Маунг Бо.

## Структура
В Мьянме действуют 3 архиепархии, 11 епархий, 300 приходов. Централизованным органом Католической церкви в Мьянме является Конференция католических епископом Мьянмы.
- Архиепархия Янгона;
  - Епархия Моламьяйна;
  - Епархия Пантейна;
  - Епархия Пхаана;
  - Епархия Пьи.

- Архиепархия Мандалая;
  - Епархия Бамо;
  - Епархия Калая;
  - Епархия Лашо;
  - Епархия Мьичины;
  - Епархия Хакхи.

- Архиепархия Таунджи;
  - Епархия Лойко;
  - Епархия Пхайкхона;
  - Епархия Тауннгу;
  - Епархия Чёнгтуна.

## Источник
- Католическая Энциклопедия, М., изд. Францисканцев, т. 2, стр. 682 - 683, ISBN 978-5-91393-016-3